# Aurenție Popa
Aurenție Popa (n. 15 august 1871, Lepindea- d. 17 aprilie 1930, Lepindea) a fost un deputat în Marea Adunare Națională de la Alba Iulia, organismul legislativ reprezentativ al „tuturor românilor din Transilvania, Banat și Țara Ungurească”, cel care a adoptat hotărârea privind Unirea Transilvaniei cu România, la 1 decembrie 1918.:p. 77

## Biografie
Aurenție Popa, născut în localitatea Lepindea, a urmat cele patru clase primare, activitatea sa principală fiind agricultura. A fost unul dintre organizatorii adunării populare de la Bahnea (martie 1907) la care s-au dezbătut votul universal, libertatea presei și proiectele de legi școalre Apponyi. A fost membru al P.N.R. În 1926 este ales în consiliul comunal Lepindea. A decedat în localitatea natală  la data de 17 aprilie 1930.

## Activitatea politică
A fost ales ca delegat titular al cercului electoral  Bălăușeri, la Marea Adunare Națională de la Alba Iulia de la 1 decembrie 1918.:p.254